# Royal Conservatoire of Scotland
Het Royal Conservatoire of Scotland (Schots-Gaelisch: Conservatoire Rìoghail na h-Alba), voor 2011 gekend als de Royal Scottish Academy of Music and Drama is een conservatorium voor dans, drama, muziek, productie en film in het stadscentrum van Glasgow, Schotland. De instelling werd door de QS World University Rankings in het klassement van Performing Arts in 2017 samen met de Royal Academy of Music als de op twee na beste instelling ter wereld beschouwd, waarbij het enkel The Juilliard School en het Royal College of Music voor zich moest dulden.
De geschiedenis van de instelling start in 1847 met de oprichting van het Glasgow Athenaeum. De voorzitter van de inauguratie met Grand Soiree ingericht in de City Hall in december 1847 was Charles Dickens die in zijn openingsspeech stelde dat hij Glasgow Athenaeum zag als "an educational example and encouragement to the rest of Scotland".  In 1888 volgde een naamswijziging tot Glasgow Athenaeum School of Music. In 1929 kreeg de instelling terug een nieuwe naam, Scottish National Academy of Music, en een nieuwe directeur, William Gillies Whittaker. Deze bleef in functie tot 1941. In 1944 werd de academie de Royal Scottish Academy of Music. In de jaren vijftig werd een drama-afdeling opgericht, de Glasgow College of Dramatic Art die in 1962 als eerste dramaopleiding in het Verenigd Koninkrijk de beschikking had over een eigen volledig operationele televisiestudio. In 1968 volgde dan de naamswijziging naar Royal Scottish Academy of Music and Drama (RSAMD), een naam die werd aangehouden tot 2011. In 1968 volgden ook bachelor en masteropleidingen, die eerst onder supervisie van de University of Glasgow werden uitgereikt. In 1988 volgde de verhuis naar de huidige site in Renfrew Street. In 1993 werd de RSAMD het eerste conservatorium dat zelf universitaire graden mocht uitreiken, niet meer deze van de University of Glasgow. Uitzondering hierop waren de onderzoeksprogramma's, graden hier werden gevalideerd en toegekend door de Universiteit van St Andrews.
In september 2014 trad Jeffrey Sharkey aan als nieuwe principal van het conservatorium. Hij volgde daarbij John Wallace op.
Het gebouw is tevens het drukst gebruikte publiek kunstencentrum van Schotland met jaarlijks meer dan 500 voor het publiek toegankelijke voorstellingen en optredens. Deze gaan door in ruimtes als de Ledger Room, de Stevenson Hall, het Chandler Studio Theatre, het New Athenaeum Theatre en de Alexander Gibson Opera Studio.

## Alumni
Een selectie van de alumni van de instelling:
- Maureen Beattie
- Betsy Brandt
- Alison Brie
- Jack Bruce
- Robert Carlyle
- Tom Conti
- Alan Cumming
- Tony Curran
- Henry Ian Cusick
- Patrick Doyle
- Christopher Duncan
- Sheena Easton
- Emun Elliott
- James Fleet
- Laura Fraser
- Stella Gonet
- Hannah Gordon
- David Hayman
- Aneirin Hughes
- Denis Lawson
- Katie Leung
- Phyllis Logan
- Richard Madden
- Angus MacPhail
- James McAvoy
- Colin McCredie
- Ian McDiarmid
- Colin Morgan
- Ian Richardson
- Andrew Stevenson
- David Tennant
- Ruby Wax
- Greg Wise
- Jayne Wisener